# فتحي بن زكور
فتحي بن زكور، ولد بمدينة تونس عام 1947، رسام تونسي.
كان والده كتبيا بمدينة تونس، أما هو فقد تلقى تكوينا بمدرسة الفنون الجميلة بتونس، ثم سافر إلى الخارج، قبل أن يستقر بضاحية سيدي بوسعيد. 

## أعماله
عرض لأول مرة لوحاته عام 1970. وقد شهدت شخصيات رسومه تطورا إذ تحولت من شخصيات واقعية مثل العجوز والعانس والجدة إلى شخصيات نصف سماوية بل ملائكية، وقد برز هذا التوجه الجديد منذ المعرض الذي أقامه عام 1978.
أحرز الرسام فتحي بن زكور على جائزة مدينة تونس عام 1989.